# Docosatetraensäure
Docosatetraensäure ist eine langkettige, mehrfach ungesättigte Fettsäure in der Gruppe der Omega-6-Fettsäuren. Sie zählt zu den Polyensäuren und sie ist eine Isolensäure weil ihre vier cis-Doppelbindungen jeweils durch eine Methylengruppe getrennt sind. Ein Isomer ist die trans-Fettsäure (4Z,7Z,10Z,13E)-Docosatetraensäure.

## Vorkommen
Sie kommt verestert als Triacylglycerid in Algen, Schwämmen und in Innereien von Wiederkäuern, in Fleisch, Fisch, Eiern und Fischölen in geringen Mengen vor. Sie kommt aber auch in wenigen Pflanzenarten vor.
Die Fettsäure tritt im menschlichen Organismus – chemisch gebunden – in den Zellmembranen der Roten Blutkörperchen und vor allem im menschlichen Gehirn auf, wo sie durch Verlängerung der Kohlenstoff-Kette um zwei -CH2-Gruppen aus Arachidonsäure aufgebaut wird. Insgesamt machen diese beiden Fettsäuren zusammen 90 % der ω-6-Fettsäuren des Hirngewebes aus.